# Power Rangers: Super Legends
Power Rangers: Super Legends un jeu vidéo de type action-aventure sorti en 2007 sur PC, PlayStation 2, Wii et Nintendo DS. Le jeu se base sur les saisons 1 à 15 de la série télévisée Power Rangers.

## Système de jeu
Le joueur est plongé au sein de l'univers des Power Rangers et se voit proposé une jouabilité typée beat'em all sur toutes les plates-formes où ce dernier est paru. Plusieurs personnages sont jouables, tirés des quinze saisons, disponibles au moment de la parution du jeu, de la série télévisée. Le joueur fait ainsi face à des vagues d'ennemis qu'il est censé battre pour progresser dans les niveaux, et ramasser les lettres du mot Ranger pour débloquer de nouveaux rangers. Les phases typées beat'em all sont entrecoupées de phases où le joueur est invité à prendre les commandes d'un Megazord et de suivre des séquences de touches pour emmagasiner de la puissance pour prendre l'avantage au combat.

## Accueil
Le jeu reçoit dès sa sortie un accueil plutôt négatif. Jeuxvideo.com lui donne la note de 6, que ce soit sur PC et PlayStation 2, appréciant la maniabilité et la jouabilité, mais déplorant les graphismes, la faible durée de vie et l'histoire. La version pour Nintendo DS obtient, elle, la note de 11, pour ses graphismes et sa bande-son, tandis que la jouabilité et la répétitivité du titre est déplorée. L'agrégateur de critiques Metacritic donne la note de 44 à la version DS du jeu, la presse spécialisée déplorant un jeu avec une faible durée de vie, une grande répétitivité, et désignant ce jeu comme étant réservé aux fans absolus de la licence. La version PlayStation 2 du titre est moins traitée, et reçoit la note de 38, les critiques présentes déplorant un jeu médiocre et répétitif. 